# 222 f.Kr.

## Händelser

### Efter plats

#### Romerska republiken
- Den galliska stammen insubrernas fäste Mediolanum (nuvarande Milano), som står under Viridomarus ledning, faller i de romerska legionernas i Lombardiet händer (dessa leds av konsuln Marcus Claudius Marcellus) genom slaget vid Clastidium. Marcus Claudius Marcellus dödar personligen hövdingen Viridomarus och denna seger undanröjer det galliska hotet mot Rom. Marcellus vinner spolia opima ("ärans byte"; vapen tagna av en general, som dödar en fiendehövding i ett enda slag) för tredje och sista gången i Roms historia.

#### Grekland
- Kleomenes III av Sparta besegras i slaget vid Sellasia (norr om Sparta) av Antigonos III och hans allierade, det akaiska förbundet och illyrierna (under Demetrios från Faros befäl), och flyr till Egypten under skydd av kung Ptolemaios III. Antigonos III:s styrkor ockuperar Sparta, vilket är första gången denna stad någonsin har blivit ockuperad.
- Nästan hela Grekland faller under makedonisk länshöghet när Antigonos III återetablerar den hellenska alliansen som en sammanslutning av olika förbund, med sig själv som ledare.

#### Seleukiderriket
- De seleukidiska styrkorna, ledda av sin general Achaios, lyckas från Pergamon vinna tillbaka allt det seleukidiska territorium i Anatolien, som hade gått förlorat sex år tidigare.
- Mithridates II av Pontos ger sin dotter Laodice III:s hand till seleukiderkungen Antiochos III. En annan av hans döttrar, som också heter Laodike, blir vid samma tid gift med generalen Achaios, som är kusin till Antiochos.

#### Kina
- Staten Qin erövrar staten Yan och besegrar de sista försvarsstyrkorna från staten Zhao.

## Avlidna
- Ktesibios (eller Tesibios) från Alexandria, grekisk uppfinnare och matematiker